# Lynch
Lynch je štiričlanska alternativna rock skupina iz Ljubljane. Sestavljajo jo Jan Ovnik (vokal, kitara), Nik Drozg (kitara), Lovrenc Rogelj (bas kitara) in Nik Jurak (bobni). 
Maja 2015 so izdali EP z naslovom The Dirty Dozen, jeseni 2016 pa singl z naslovom "Oily Man Swag".

## Diskografija
- The Dirty Dozen (EP, 2015)